# Теваник
«Теваник» (арм. Թևանիկ) — фильм, снятый армянским режиссёром Дживаном Аветисяном в 2014 году, повествующий об истории трёх подростков во время Карабахского конфликта.

## О фильме
Фильм был показан в кинотеатрах Еревана, в областях и городах Армении, приграничных сёлах и воинских частях, в более чем 20 странах мира, включая Канаду, США, Аргентину, Англию, Францию, Германию, Италию, Австрию, Польшу, Румынию, Грецию, Латвию, Литву, Швецию, Бельгию, Голландию, Боснию и Герцеговину, Кипр, Ливан, Иран, Грузию, Россию, Китай, Австралию.
Музыка к фильму была записана в армянском академическом театре оперы и балета имени А. Спендиарова , в исполнении симфонического оркестра и хора “Ховер” под руководством дирижёра Карена Дургаряна.
Фильм «Теваник» переведён на 9 языков: русский, английский, французский, греческий, голландский, испанский, румынский, персидский и польский.

## Сюжет
Фильм повествует об одном дне жизни трёх подростков, живущих в маленьком карабахском селе, в первые дни Первой карабахской войны.  Главные герои фильма - трое подростков 14 лет: Арам, Астхик, Теваник. Они делят повествование на три смысловых блока: сонету, элегию и сказ.
В первой части фильма представлена гармоничная и благополучная семья, которая вынуждена развестись в  сложившейся военной ситуации.  Маленький Арам становится носителем трагедии разрушающейся семьи. Его детство заканчивается за один день, и причина этому война.
Вторая часть фильма рассказывает об  Астхик, через образ которой  в фильме раскрывается  женская тема. От мира к войне – один шаг, и за это короткое время Астхик теряет родных, свою любовь и свои идеалы.
Третья часть фильма посвящена Теванику, который становится участником военных действий. Несмотря на окружающие его хаос и трагедию, мальчик остаётся неспособным поднять руку на прекрасное, и секунды становятся решающими.
Фильм  посвящается всем тем детям, которые живя в конфликтной зоне, несут на своей судьбе жестокую печать войны.

## В ролях
- Сос Джанибекян
- Артур Манукян
- Марине Габриелян
- Сергей Магалян
- Карен Джангиров
- Ваагн Галстян
- Нарек Нерсисян
- Сатеник Ахназарян
- Грета Меджлумян
- Бабкен Чобанян
- Ара Саргсян
- Григор Габриелян
- Регина Будник

## Творческий состав
- Режиссёр-постановщик - Дживан Аветисян
- Сценаристы - Арнольд Агабабов, Карине Ходикян
- Оператор-Постановщик - Нарек Мартиросян
- Художник-Постановщик - Антон Кешишян
- Композитор - Йонас Юркунас
- Продюсеры - Масис Багдасарян, Геворг  Геворгян, Кестутис Драздаускас

## Фестивали  и награды
| Год  | Месяц/число   | Страна/город      | Имя фестиваля                                                                   | Награда                             |
| ---- | ------------- | ----------------- | ------------------------------------------------------------------------------- | ----------------------------------- |
| 2016 | январь 9-13   | Уфа, Россия       | «Серебряный Акбузат 2 Международный фестиваль национального и этнического кино» | «Лучшая операторская работа »       |
| 2015 | сентябрь 8    | Польша, Варшава   | «VI-th International Historical And Military Film Festival Awards»              | "Специальный приз"                  |
| 2015 | август 19-30  | Румыния, Бухарест | «Romania International Film Festival»                                           | «Лучший фильм»                      |
| 2015 | май 9         | США, Лос-Анджелес | «2-nd Annual World Entertainment Awards»                                        | «Лучший армянский фильм года»       |
| 2015 | март 5        | Армения, Ереван   | Премия Айкян-Молодёжного Фонда Армении                                          | «Специальный приз» Дживану Автисяну |
| 2015 | февраль 28    | Греция, Афины     | Награда от Мэра Неа Смирни                                                      | «Золотой медаль» Дживану Аветисяну  |
| 2015 | февраль 18    | Армения, Ереван   | «Права» газета                                                                  | «Лучший фильм года»                 |
| 2014 | декабрь 12-21 | Италия, Рим       | «Overloօk International Film Festival»                                          | «Лучшая оригинальная работа»        |
| 2014 | ноябрь 14-16  | США, Лос-Анджелес | «Arpa International Film Festival»                                              | «Лучший сценарий»                   |
| 2014 | октябрь 20-25 | Китай, Сиань      | «First Silk Road International Film Festival»                                   | «Зрительская симпатия»              |
| 2014 | июль 13-20    | Армения, Ереван   | «Золотой Абрикос Международный кинофестиваль»                                   | «Лучший полнометражный фильм»       |

## Специальные  показы  фильма
| Год  | Месяц/число  | Страна/город                 | Имя фестиваля                                                      | Был показан / Был представлен  |
| ---- | ------------ | ---------------------------- | ------------------------------------------------------------------ | ------------------------------ |
| 2015 | сентябрь 4   | Нидерланды, Хилверсюм        | «Filmtheatre Hilversum»                                            | Был показан                    |
| 2015 | июнь 25      | Германия, Кёльн              | «Filmhauskino Köln»                                                | Был показан                    |
| 2015 | июль 17-24   | Аргентина, Буэнос Айрес      | «The 16th edition of the International Human Rights Film Festival» | Был фильмом открытия фестиваля |
| 2015 | апрель 26    | Германия, Берлин             | «Arsenal - Institute for Film and Videokunst»                      | Был показан                    |
| 2014 | декабрь 1-7  | Грузия, Тбилиси              | «Tbilisi International Film Festival»                              | Был фильмом закрытия фестиваля |
| 2014 | август 20-23 | Босниа и Герцеговина Сараево | «Saraevo Film Festival- Cinelink Market»                           | Был представлен                |
| 2014 | май 19       | Франция, Канн                | «The 67th Cannes International Film Festival and Fair»             | Был представлен                |

## Номинации
| Год  | Месяц/число | Страна/город       | Имя фестиваля                 |
| ---- | ----------- | ------------------ | ----------------------------- |
| 2014 | декабрь     | Австралия, Брисбен | «Asian Pasific screen awards» |

## Международная дистрибуция
- Америка – компания HYASA ENTERTAINMENT провела показы фильма в кинотеатре Pacific в Лос-Анджелесе.
- Румыния – компания BRIGHT FILM SRL проводит показы фильма в Румынии.
- Греция – компания FEEL GOOD осуществляет продажу DVD-дисков фильма в Греции.